# Conover (Wisconsin)
Conover es un pueblo ubicado en el condado de Vilas en el estado estadounidense de Wisconsin. En el Censo de 2010 tenía una población de 1235 habitantes y una densidad poblacional de 5,56 personas por km².

## Geografía
Conover se encuentra ubicado en las coordenadas 46°3′30″N 89°17′18″O / 46.05833, -89.28833. Según la Oficina del Censo de los Estados Unidos, Conover tiene una superficie total de 222.17 km², de la cual 200.49 km² corresponden a tierra firme y (9.76%) 21.68 km² es agua.

## Demografía
Según el censo de 2010, había 1235 personas residiendo en Conover. La densidad de población era de 5,56 hab./km². De los 1235 habitantes, Conover estaba compuesto por el 97.98% blancos, el 0% eran afroamericanos, el 0.49% eran amerindios, el 0.57% eran asiáticos, el 0% eran isleños del Pacífico, el 0.08% eran de otras razas y el 0.89% pertenecían a dos o más razas. Del total de la población el 0.49% eran hispanos o latinos de cualquier raza.